# Ivan Trojan
Ivan Trojan (Prag, 30. lipnja 1964.) češki je glumac.

## Životopis
Diplomirao je na Akademiji dramskih umjetnosti u Pragu u 1988. i kazalištu RDZN.Godine 1992. preselio se u kazalište Divadlo Na Vinohradech (DNV). Godine 1997. odlučio se preseliti u novoosnovano kazalište Dejvické divadlo.
Sin je glumca Ladislava Trojana i brat producenta i redatelja Ondřeja Trojana. Trojan je u braku s glumicom Klarom Pollertovom-Trojanovom s kojom ima četiri sina četiri sina: Františeka, Josefa, Antonína i Václava.
Dobitnik je Češkog lava za najboljeg glavnog i sporednog glumca te je na filmskom festivalu u Monte Carlu nagrađen za ulogu u seriji Gorući grm.

## Izabrana filmografija
- Želary (2003.)
- Karamazovi (2008.)
- Priče s tavana (2009.)
- Gorući grm (2012.)

## Vanjske poveznice
- Ivan Trojan u internetskoj bazi filmova IMDb-u (engl.)